# Escirònides
Escirònides (en llatí Scironides, en grec antic Σκιρωνίδης) va ser un militar atenenc que va viure al segle v aC.
Es va unir amb Frínic i Onomacles per dirigir una força combinada d'atenencs i argius enviada a la costa de l'Àsia Menor l'any 412 aC. Després d'un victoriós enfrontament amb els milesis van assetjar la ciutat de Milet. Però l'arribada d'una flota peloponèsia reforçada per sicilians els va obligar a retirar-se cap a Samos per consell de Frínic. El mateix any es va quedar a Samos, mentre que els estrategs Estrombíquides Onomacles i Euctemó van iniciar una campanya contra Quios.
L'any 411 aC a proposta de Pisandre d'Acarnes, els atenencs el van cridar (junt amb Frínic) i van donar el comandament de Samos a Lleó d'Atenes i Diomedó, segons diu Tucídides.